# Santanagopala
Santanagopala – hinduistyczny bóg Kryszna, awatara boga Wisznu, przedstawiony jako postać niemowlęcia będącego adresatem kultu religijnego. W tej formie Gopala przedstawiany jest jako chłopczyk śpiący lub ssący palec nogi, w pozycji leżącej na plecach. Typową ceremonią do tej formy dziecka jest Sanatnagopalapudźa.
Kult Sanatanagolpali popularny jest szczególnie wśród:
- matek (proszą boga o opiekę nad swoimi dziećmi)[1]
- bezdzietnych par (proszą boga o pomyślność w posiadaniu potomstwa).

Przykładowe świątynie kultu tej postaci:
- Santhana Ramaswamy Temple w Needamangalam, Yamunambalpuram, Tamilnadu
- Santana Srinivasa Temple w Ćennaj.